# Aphanisticus angustatus
Aphanisticus angustatus – gatunek chrząszcza z rodziny bogatkowatych i podrodziny Agrilinae.
Gatunek ten opisany został po raz pierwszy w 1849 roku przez Pierre’a Hippolyte’a Lucasa.
Chrząszcz o wydłużonym ciele długości od 3,2 do 4,3 mm, smuklejszym niż u A. pusillus, ale tęższym niż u A. elongatus, od 3,8 do 4,2 raza dłuższym niż szerokim. Ubarwienie ma lśniąco brązowe. Głowa ma bardzo silnie wykształconą bruzdę środkową, umieszczone na przedniej powierzchni oczy i zwieńczone czteroczłonowymi, ząbkowanymi buławkami czułki. Przedplecze jest szersze niż dłuższe, wyraźniej niż u A. elongatus sercowate, najszersze w przedniej ⅓. Na powierzchni ma słabo zaznaczone poprzeczne bruzdy i garbki, a u podstawy wgłębienie jest mocno spłycone lub zupełnie nieobecne. 
Rowki boczne przedplecza są szersze niż u A. elongatus. Pokrywy na powierzchni mają podłużne szeregi punktów.
Owad ten jest monofagiem Juncus subulatus z rodziny sitowatych. Żerowiska larw przypuszczalnie podobne są do tych u A. emarginatus.
Gatunek palearktyczny o rozsiedleniu śródziemnomorskim. Na kontynencie europejskim znany jest z Portugalii, Hiszpanii, Francji, Włoch, Albanii, Grecji i Turcji. Obecny jest na licznych wyspach Morza Śródziemnego – Balearach, Korsyce, Sardynii, Sycylii i Krecie. Dalej na południe zamieszkuje Afrykę Północną.